# 老年精神医学
老年精神医学（ろうねんせいしんいがく、英語：geriatric psychiatry）は、老年期に入ってから起こる種々の精神的問題や精神障害を研究対象とする精神医学の一分野である。児童精神医学とともに一般精神医学から独立する傾向にある。
老年精神医学で取り扱う対象は、健康老年者に起こる生理的痴呆や老年者に特有の心性に発する対社会的問題に対処する精神衛生面から、青壮年期に発症し老年期に及んでいる精神障害や老年期に発症する精神障害の診断・治療等まで広範な領域を含んでいる。長寿者が増加し、老齢化社会の急速な進行とともに、老人の社会的処遇の遅れが目立つ昨今では、老人の自殺も多く、これも老年精神医学の対象となる。また、身体疾患に伴う精神的不安もとり上げられている。最近では、これらに対応するための老人専門病院、精神病院の老人病棟、老人用リハビリテーションセンターなども建設されてきつつある。したがって、狭義の老年精神病、すなわち、老人性痴呆（認知症）、脳動脈硬化への対応にとどまらない。